# Heimatschutz
A Heimatschutz a szlovákiai németek fegyveres alakulatának elnevezése az első Szlovák Köztársaság (1939-1945) fennállásának idején.

## Története

### Megalapítása
A szlovákiai németek pártjának, a Deutsche Partei-nak az ügynökei már 1943-tól híreket küldtek Németországba a Szlovákiában működő partizántevékenységekről. 1944 nyarán ezek a hírek már egyre gyakoribbak és konkrétabbak voltak, amelyek a Kelet- és Közép-Szlovákiában működő partizáncsoportok tevékenységéről szóltak. 1944. július 25-én Pozsonyban egy találkozóra került sor a szlovákiai németek vezetői között. Franz Karmasin, a szlovákiai németek vezetője a szlovák állam területén egy félkatonai szervezet felállítását szorgalmazta. 1944. augusztus 19-én Karmasin összefoglaló jelentést küldött Heinrich Himmlernek, az SS-birodalmi vezérnek a szlovákiai helyzetről, amelyben leszögezte, hogy a szlovákiai németek elszigetelik magukat a kommunista mozgalomtól, míg a szlovákiai helyzetet kritikusnak írta le, amelyet nemcsak a gyakorivá váló partizántevékenységek támasztottak alá, hanem a szlovák haderő megosztottsága és alkalmatlansága is mind a fronton, mind pedig partizánok elleni harcban. Karmasin arról is informálta Himmlert, hogy a szlovákiai németek az ő parancsára megkezdték a Heimatschutz (HS) fegyveres szervezet felállítását Ferdinand Klug a Szlovákiában működő Freiwillige Schutzstaffel (FS) vezetőjének irányításával és a német követség egyetértésével. 

### Feladata és tevékenysége
A Heimatschutz fő feladata a Szlovákiában élő német kisebbség védelme volt az esetleges partizántámadásokkal szemben, ezért megkezdték tagjainak felfegyverezését. Karmasin tervének teljesítése teljes mértékben nem sikerült, mert a szlovák nemzeti felkelés kirobbanására a vártnál korábban, 1944. augusztus 29-én került sor, és néhány esetben a Heimatschutz tagjainak felfegyverezése során a fegyverek a partizánok kezébe kerültek. 1944. szeptember elején megkezdődött a HS fegyveres szervezet tagjainak kiképzése, amely a szlovákiai német férfi lakosságot érintette, létszáma kb. 8000 fő körül mozgott. A felkelés idején a Heimatschutz egységeit a Szlovákiában lévő német katonai egységek legfőbb parancsnoka, Gottlob Berger SS-Obergruppenführer (SS-”fegyvernemi tábornok”) vezetése alá rendelték. A felkelés kitörése után a HS fegyveres szervezet egységei megerősödtek és több esetben bűncselekményeket követtek el a szlovák polgári lakossággal szemben. Hadjáratokat szerveztek a hegyekben és az erdőkben megbúvó partizánok ellen. A szlovák nemzeti felkelés leverése után 1944 novemberétől a Heimatschutz, az SS egységeivel és a Hlinka-gárda készültségi alakulataival közösen terrort vezettek be. 

### Az SS-Heimatschutz Slowakei létrehozása és tevékenysége
1945 márciusában a Heimatschutz fegyveres alakulatot újjászervezték és létrehozták az SS-Heimatschutz „Slowakei” egységet, amely megalakulásáért Hans Thumser SS-Obersturmbannführer (SS-alezredes) volt felelős. Az SS-Heimatschutz „Slowakei” parancsnoka Rudolf Pilfousek ezredes lett, aki korábban a csehszlovák haderő tisztjeként működött, majd később a szlovák haderő tisztjeként részt vett a Szovjetunió elleni hadjáratban, 1944-ben pedig, mint SS-Standartenführer (SS-ezredes) a Waffen-SS tagja lett. Pilfousek közvetlenül Gottlob Berger SS-Obergruppenführernek volt felelős. Az SS-Heimatschutz „Slowakei” működése nem volt hosszú életű, harci tevékenysége sem volt túl magas és tagjainak a harci morálja is alacsony szinten mozgott.